# Жоинвиле
Жоинвиле (порт. Joinville) град је у Бразилу у савезној држави Санта Катарина. Према процени из 2007. у граду је живело 487.003 становника.

## Становништво
Према процени из 2007. у граду је живело 487.003 становника.
| 1991.   | 2000.   |
| ------- | ------- |
| 347.151 | 429.604 |

## Партнерски градови
- Спишка Нова Вес